# Оскар (фільм, 1966)
«Оскар» — американський драматичний фільм 1966 року режисера Рассела Рауза за участі Стівена Бойда, Ельке Зоммер, Мілтона Берла, Елінор Паркер, Джозефа Коттена, Джил Сент-Джон, Тоні Беннетта, Еді Адамс та Ернеста Боргнайна.    
У створенні фільму «Оскар» взяли участь одразу декілька справжніх лауреатів «Оскара» в акторському складі та знімальній групі: Едіт Хед (була номінована, але не виграла нагороду «Оскар»), переможці у номінації "Найкраща чоловіча роль" Боргнайн і Бродерік Кроуфорд; переможці в номінації «Найкраща чоловіча роль другого плану» Ед Беглі, Волтер Бреннан (три перемоги), Френк Сінатра та Джеймс Данн; та оператор Джозеф Руттенберг. Також до акторського складу входять Мерль Оберон і Елінор Паркер, які були номіновані на «Оскар», але не виграли.

## Сюжет
Кінозірка Френкі Фейн ось-ось дізнається, чи отримав "Оскар" за найкращу чоловічу роль. Його друг Хаймі Келлі, який сидить поруч, згадує про складний шлях, що пройшов Фейн аби досягти вершини, починаючи з часу, коли він був шпигуном для своєї подруги-стриптизерки Лорел. Переїхавши до Нью-Йорка, Френкі закінчує стосунки з Лорел заради модельєра-початківця Кей Бергдал. Жінка знайомить його з шукачем талантів Софі Кантаро, яка допомагає йому підписати договір з агентом "Кеппі" Капстеттером, який пізніше допомагає Френкі стати новою зіркою Голлівуду.
Фейн — безпринципний підкаблучник, який використовує інших і завдає їм болю, тим самим змушуючи їх віддалятися від нього. У Тіхуані він імпульсивно вмовляє Кей вийти за нього заміж, але потім жорстоко поводиться з нею. Френкі купує дорогі будинки та машини, ображаючи цим керівника студії Реґана, аж поки його життя не йде шкереберть, коли він раптом стає так званою "касовою отрутою". У найскладніший момент свого життя він несподівано отримує номінацію на "Оскар", що, на думку Кеппі, є результатом того, що Фейн зіграв "людину без моралі", фактично зобразивши самого себе.
Щоб забезпечити собі перемогу, Фейн таємно користується послугами нечесного приватного детектива, який оприлюднює інформацію, щоб викликати симпатію аудиторії та підштовхнути підтримати кандидатуру Фейна на врученні премії "Оскар". Френкі не хвилює, що скандал заплямує репутацію Хаймі та Лорел. Розлючений Хаймі вступає з ним у конфлікт, розповідаючи, як він одружився з Лорел, яка пізніше помирає під час аборту, бувши вагітною дитиною, батьком якої був Френкі. Крім того, приватний детектив Єль також шантажує Фейна, який змушений відчайдушно звернутися по допомогу до колишньої дружини Єля, щоб не допустити викриття його хитрощів.[джерело?]